# High Prairie
High Prairie (offiziell Town of High Prairie) ist eine Gemeinde im Zentrum von Alberta, Kanada, welche seit 1950 den Status einer Kleinstadt (englisch Town) hat. Sie liegt etwa 370 Kilometer nordwestlich von Edmonton in der Region Nord-Alberta und etwa 25 Kilometer westlich des Kleinen Sklavensees, in der Übergangslandschaft des Aspen Parklands. Die Kleinstadt ist Verwaltungssitz des Verwaltungsbezirkes („Municipal District“) Big Lakes County.
Die heutige Gemeinde entstand als die Region des Peace River Country von einer Eisenbahnstrecke der Edmonton, Dunvegan and British Columbia Railway (ED&BC) erschlossen wurde. Zuvor war es jedoch bereits Siedlungsgebiet der Cree und der Métis.

## Demographie
Der Zensus im Jahr 2016 ergab für die Gemeinde eine Bevölkerungszahl von 2564 Einwohnern, nachdem der Zensus im Jahr 2011 für die Gemeinde noch eine Bevölkerungszahl von 1075 Einwohnern ergab. Die Bevölkerung hat dabei im Vergleich zum letzten Zensus im Jahr 2011 entgegen der Entwicklung in der Provinz um 1,4 % abgenommen, bei einer Bevölkerungszunahme von 11,6 % im Provinzdurchschnitt. Bereits im Zensuszeitraum 2006 bis 2011 hatte die Einwohnerzahl in der Gemeinde deutlich um 6,6 % abgenommen, während sie im Provinzdurchschnitt um 10,8 % zunahm.

## Verkehr
High Prairie ist für den Straßenverkehr durch den Alberta Highway 2, welcher in Ost-West-Richtung die Gemeinde passiert und hier den regionalen Alberta Highway 749 kreuzt, der in Nord-Süd-Richtung verläuft, erschlossen. Eine Eisenbahnstrecke der Canadian National Railway passiert die Gemeinde und ein kleiner Flughafen (IATA-Code: ZHP, ICAO-Code: CZHP, Transport Canada Identifier: -) liegt südlich der Stadtgrenze, mit nur einer asphaltierten Start- und Landebahn von 1320 Metern Länge.

## Persönlichkeiten
- Tom Lysiak (1953–2016), Eishockeyspieler